# Caryospora putaminum
Caryospora putaminum är en svampart som först beskrevs av Ludwig David von Schweinitz, och fick sitt nu gällande namn av De Not. 1855. Caryospora putaminum ingår i släktet Caryospora och familjen Zopfiaceae.   Inga underarter finns listade i Catalogue of Life.